# Qatar Ladies Open 2016
Il Qatar Ladies Open 2016 è un torneo di tennis giocato sul cemento. È stata la 14ª edizione del Qatar Ladies Open, che faceva parte della categoria Premier 5 nell'ambito del WTA Tour 2016. Si è giocata nel Khalifa International Tennis Complex di Doha, in Qatar dal 22 al 28 febbraio 2016.

## Partecipanti

### Teste di serie
| Nazionalità | Giocatrice           | Ranking* | Testa di serie |
| ----------- | -------------------- | -------- | -------------- |
| Germania    | Angelique Kerber     | 2        | 1              |
| Romania     | Simona Halep         | 3        | 2              |
| Polonia     | Agnieszka Radwańska  | 4        | 3              |
| Spagna      | Garbiñe Muguruza     | 5        | 4              |
| Rep. Ceca   | Petra Kvitová        | 8        | 5              |
| Svizzera    | Belinda Bencic       | 9        | 6              |
| Rep. Ceca   | Lucie Šafářová       | 10       | 7              |
| Spagna      | Carla Suárez Navarro | 11       | 8              |
| Italia      | Roberta Vinci        | 13       | 9              |
| Rep. Ceca   | Karolína Plíšková    | 14       | 10             |
| Svizzera    | Timea Bacsinszky     | 16       | 11             |
| Russia      | Svetlana Kuznecova   | 18       | 12             |
| Russia      | Ekaterina Makarova   | 9        | 5              |
| Danimarca   | Caroline Wozniacki   | 19       | 13             |
| Serbia      | Jelena Janković      | 20       | 14             |
| Ucraina     | Elina Svitolina      | 21       | 15             |
| Italia      | Sara Errani          | 22       | 16             |

* Ranking al 15 febbraio 2016.

### Altre Partecipanti
Giocatrici che hanno ricevuto una wild card per il tabellone principale:
- Fatma Al-Nabhani
- Eugenie Bouchard
- Çağla Büyükakçay

Giocatrici passate dalle qualificazioni:

- Kateryna Bondarenko
- Jana Čepelová
- Kirsten Flipkens
- Ana Konjuh
- Anastasija Sevastova
- Donna Vekić
- Elena Vesnina
- Wang Qiang

## Campionesse

### Singolare
Carla Suárez Navarro ha battuto  Jeļena Ostapenko con il punteggio di 1–6, 6–4, 6–4.
- È il secondo titolo in carriera per la Suárez Navarro, primo della stagione.

### Doppio
Chan Hao-ching /  Chan Yung-jan hanno battuto in finale  Sara Errani /  Carla Suárez Navarro con il punteggio di 6-3, 6-3.